# Hitachiyama Taniemon
Hitachiyama Taniemon (常陸山 谷右衞門) est un lutteur de sumo japonais né le 19 janvier 1874 à Mito et mort le 19 juin 1922. Il est le 19e yokozuna de 1903 à 1914. Sa rivalité avec le lutteur Umegatani Tōtarō II (en) fait rentrer le sumo dans l'« ère Ume-Hitachi » et contribue à populariser le sumo. Après sa retraite sportive, il devient l'entraineur de la Dewanoumi stable (en) où il fait éclore des centaines de lutteurs, dont trois autres yokozuna. Souvent considéré comme le lutteur de sumo le plus grand de l'histoire, il acquiert le surnom de Kakusei (角聖, littéralement le saint du sumo).